# Mitsunori Yoshida
Mitsunori Yoshida (Kariya, 8. ožujka 1962.) japanski je nogometaš.

## Klupska karijera
Igrao je za Júbilo Iwata.

## Reprezentativna karijera
Za japansku reprezentaciju igrao je od 1988. do 1993. godine. Odigrao je 35 utakmice postigavši 2 pogodaka.
S japanskom reprezentacijom Mitsunori Yoshida je igrao na Azijskom kupu 1992.

## Statistika
| Japan  | Japan | Japan |
| Godina | Nast. | Gol.  |
| ------ | ----- | ----- |
| 1988.  | 1     | 0     |
| 1989.  | 10    | 1     |
| 1990.  | 0     | 0     |
| 1991.  | 0     | 0     |
| 1992.  | 8     | 0     |
| 1993.  | 16    | 1     |
| Ukupno | 35    | 2     |

## Vanjske poveznice
- National Football Teams
- Japan National Football Team Database